# Gösta von Hennigs
Gösta von Hennigs, eigentlich Carl Gustaf Albert von Hennigs, (* 15. Mai 1866 in Rogslösa, Provinz Östergötland in Schweden; † 26. Dezember 1941 in Stockholm) war ein schwedischer Maler und Hochschullehrer.

## Leben
Hennigs war der Sohn von Kapitän Albert Rudolf Fredrik von Hennigs der bereits früh verstarb und dessen Frau Emilie Augusta Lovisa (geborene Pihlgren). Im Jahr 1890 begann er zunächst in einem Architekturbüro in Stockholm zu arbeiten, ehe er sich 1891 an der Malschule der Künstlervereinigung einschrieb. Gösta von Hennigs, wie er sich mit Künstlernamen nannte, entstammte dem schwedischen Zweig einer pommerschen Adelsfamilie. Er war ein Schüler des schwedischen Malers Anders Zorn, der ihn maßgeblich beeinflusste, sowie von Richard Bergh und Per Hasselberg. In seinen frühen Arbeiten thematisierte er Straßenszenen. 1906 stellt er seine Arbeiten in Uppsala aus. Seine Motive waren fortan aus der Manege des Circus, von Rennbahnen oder aus den Kabaretts. Er orientierte sich bei der Umsetzung der Bewegung im Bild an Edgar Degas als Vorbild. Seine Bilder fanden in die Sammlungen der großen Museen Skandinaviens und in die Sammlungen der bedeutenden schwedischen Privatsammler Prinz Eugen Napoleon von Schweden, Ernest Thiel und Klas Fåhraeus.
Er vertrat Schweden bei den Olympischen Sommerspielen 1932 in Los Angeles im Olympischen Kunstwettbewerb.
Gösta von Hennigs war Professor für Kunst und Direktor der schwedischen Akademie der Künste in Stockholm.

## Familie
Er war zweimal verheiratet:
- seit dem 16. Oktober 1906 mit Alma Wilhelmina „Mimmi“ (geborene Bodecker, 21. Februar 1875 bis 26. Januar 1933) Tochter des Telegrafenassistenten Axel Bodecker und dessen Frau Carolina (geborene Bomgren)
- seit dem 30. August 1933 mit Inez (geborene Kerfstedt, * 1. Oktober 1881) Tochter des Apothekers Ingemar Kerfstedt und dessen Frau Alma Maria Charlotta (geborene Humbla).

## Museums- und Sammlungsbesitz

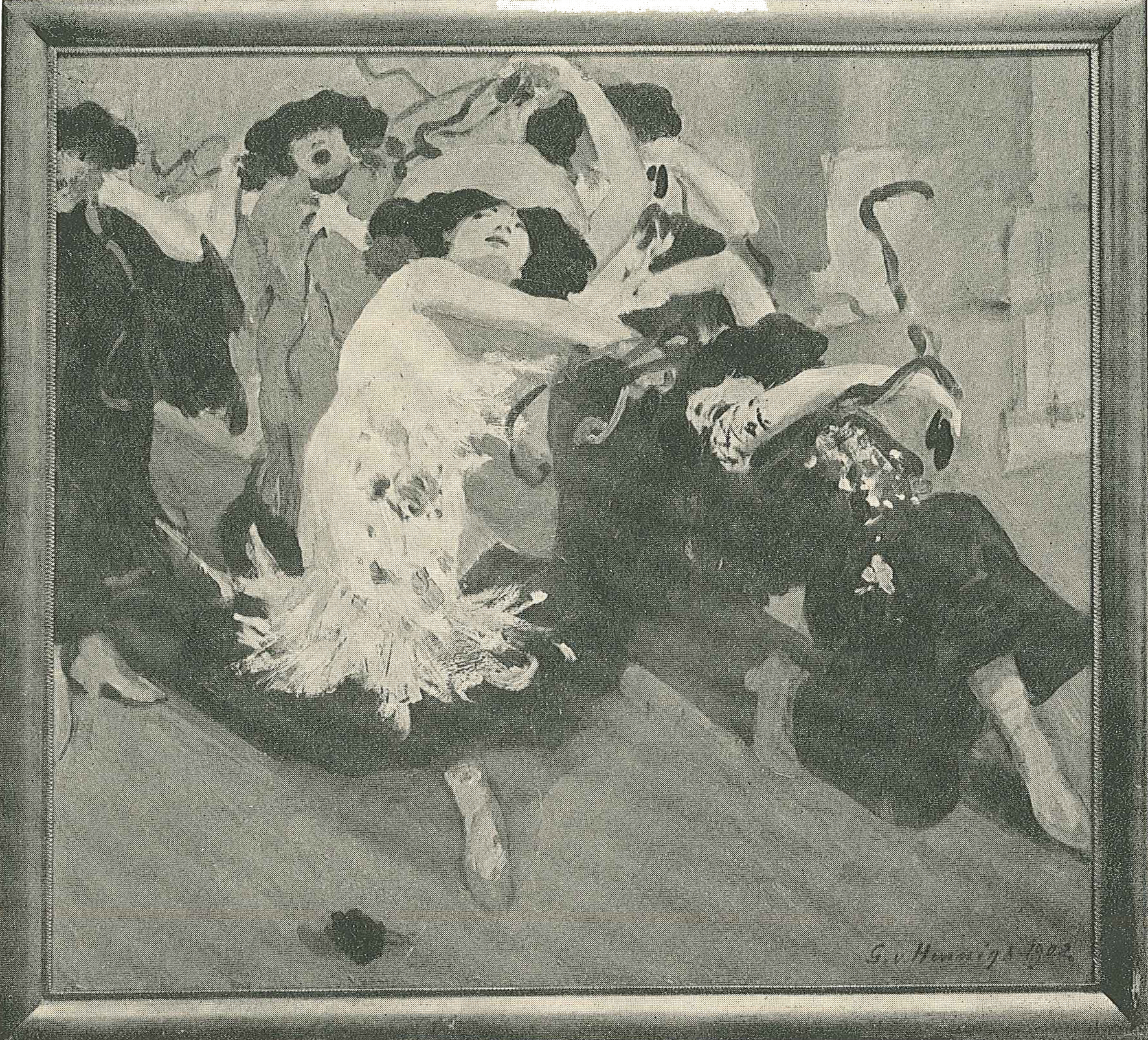
Spanische Tänzer (1902)

- Nationalmuseum Stockholm: Karneval
- Museum Göteborg: Spanischer Tanz (1912), Primadonna (1916)
- Staatliches Kunstmuseum Kopenhagen: Ansicht der Opernterrasse in Stockholm (1909)
- Die Sammlung des Malerprinzen Eugen von Schweden ging mit dessen Tod in schwedisches Staatseigentum über und ist in seiner Villa Waldemarsudde, heute ein Museum, zu sehen.
- Die Sammlung von Ernest Thiel ging 1924 aufgrund der Wirtschaftskrise an den schwedischen Staat und ist heute als Thielska galleriet Museum.
- Sammlung Klas Fåhraeus: Der blaue Clown. Auf der Veranda.[6] Die Sammlung wurde ein Opfer der Wirtschaftskrise und in Teilen 1926 vom Schwedischen Nationalmuseum angekauft.

## Einzelbelege
1. ↑  Klas Fåhraeus: Gösta von Hennigs. In: Ord&Bild. 1912, S. 89–97 (schwedisch, runeberg.org).
2. ↑  Liste der schwedischen Teilnehmer
3. ↑  artnet.com
4. ↑  von Hennigs, Karl Gustaf (Gösta) Albert. In: Karin Nordquist (Hrsg.): Vem är det. Svensk biografisk handbok 1939. 14. Jg. P. A. Norstedt & Söners Förlag, 1938, ISSN 0347-3341, S. 350 (schwedisch, runeberg.org).
5. ↑  C Gustaf (Gösta) A Hennigs, von. In: Svenskt biografiskt lexikon. Band 18 (1969–1971). Stockholm 1971, S. 638 (riksarkivet.se).
6. ↑  nach Thieme-Becker (1923)

| Personendaten    | Personendaten                                     |
| ---------------- | ------------------------------------------------- |
| NAME             | Hennigs, Gösta von                                |
| ALTERNATIVNAMEN  | Hennigs, Carl Gustaf Albert von (wirklicher Name) |
| KURZBESCHREIBUNG | schwedischer Maler und Hochschullehrer            |
| GEBURTSDATUM     | 15. Mai 1866                                      |
| GEBURTSORT       | Rogslösa, Provinz Östergötland, Schweden          |
| STERBEDATUM      | 26. Dezember 1941                                 |
| STERBEORT        | Stockholm                                         |